# 明月院
明月院（めいげついん）是位于日本神奈川县镰仓市的临济宗建长寺派的寺院。本尊为圣观音，设立者为上杉宪方，初代住持为密室守严。由于寺内花园的绣球花（紫阳花）受游客欢迎，被列为日本的“紫阳花寺”之一。

## 历史

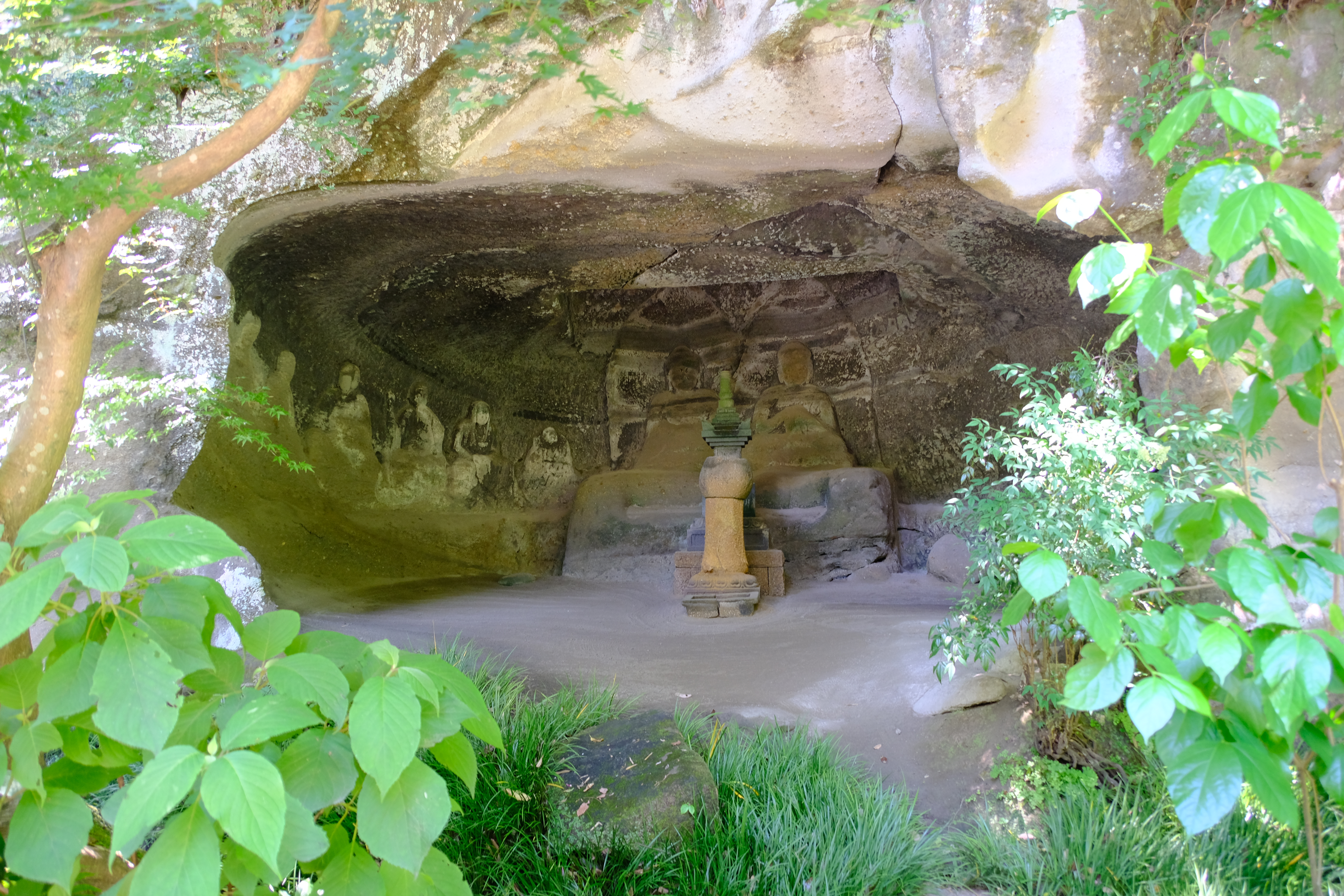
上杉宪方墓室（“明月院武库”）

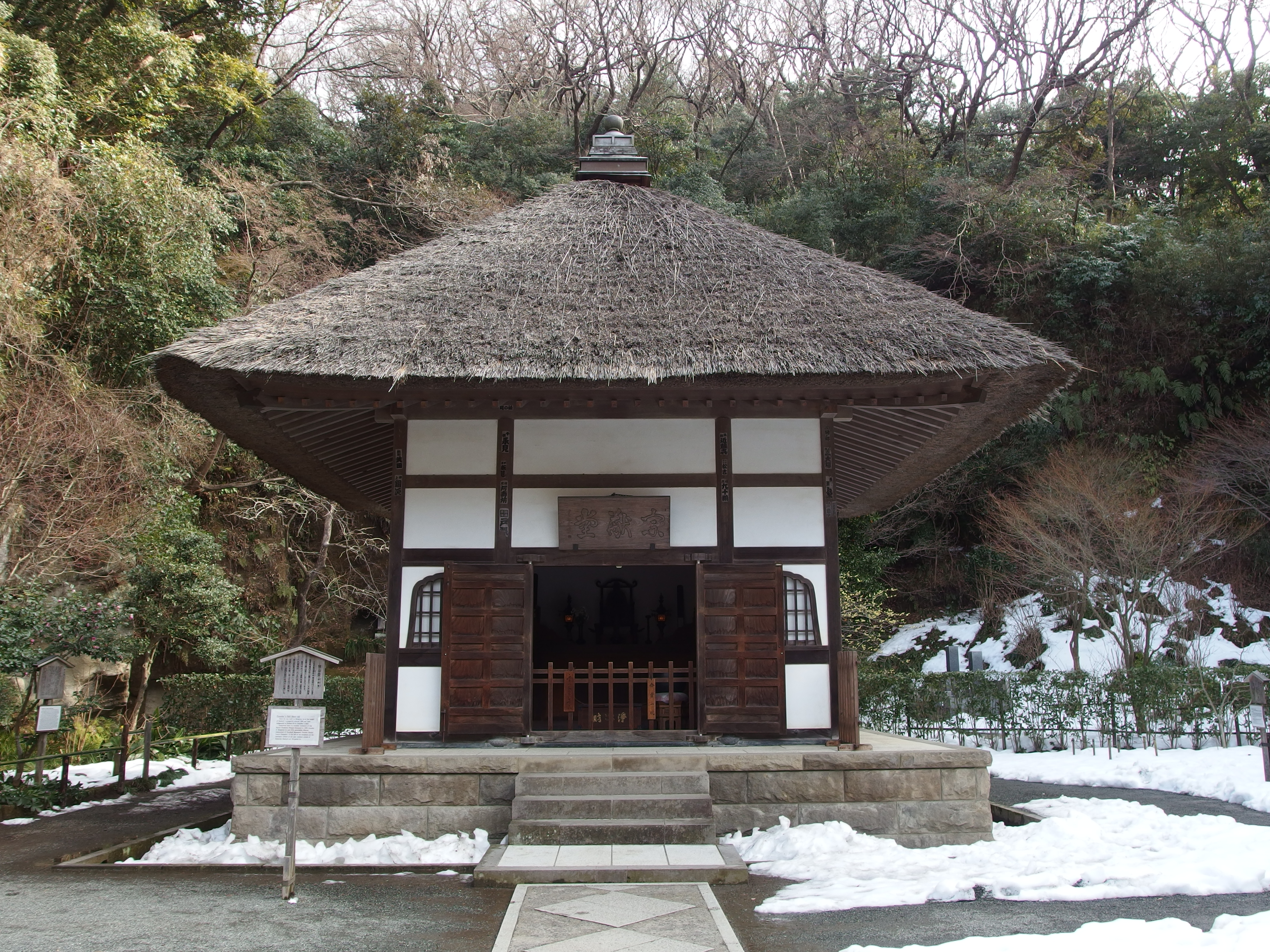
开山堂

明月院为山内上杉家之家祖关东管领上山宪方令密室守严开创。虽然具体年份不明，上山宪方卒年为应永元年（1394年），故开山当在此之前。
另有一说，据寺传记载，为了供养在平治之乱中阵亡的首藤俊通，永历元年（1160年），其子首藤经俊建立了菩提寺“明月庵”。约两百年后的上山宪方为中兴者。
明月院原本是禅兴寺的塔头，禅兴寺于明治初年废弃。禅兴寺的起源可以追溯到镰仓幕府第5代执权北条时赖。时赖于别邸建造了持佛堂，命名为最明寺。虽然在时赖死后最明寺被废绝，其子北条时宗令兰溪道隆开山，将之复兴，改名为禅兴寺。
现下的明月院，作为“紫阳花寺”而闻名于游客之间，6月花开的时节观客云集。寺内种植紫阳花并非旧时承袭下来的传统，而是由于二战后物资和人手匮乏，用紫阳花来代替给参道定界的木桩，无意中成了观光亮点。除了紫阳花，还有很多其他花草，一年中花开不绝。秋季有红叶可观，冬季有腊梅，春季有梅花和樱花。

## 境内

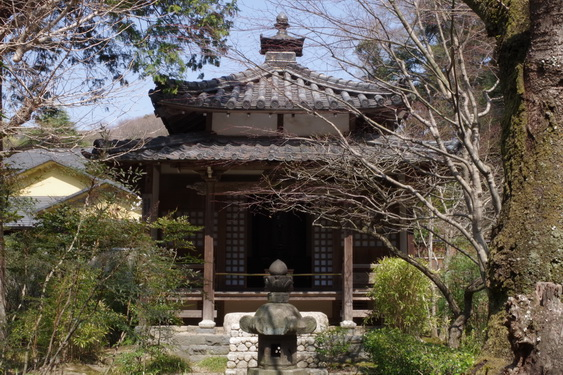
北条时赖庙

寺内有北条时赖庙、北条时赖墓（宝箧印塔）。有镰仓十井之一的“瓶井”（也称瓮井）。有别称“明月院武库”的在山岩上掘出的墓室，其内安置有作为上杉宪方墓的宝箧印塔。昭和59年（1984年）2月9日，“明月院境内”被认定为日本国的史迹。
明月院的本堂有一处圆窗，透过圆窗可以看到庭院里的景色。

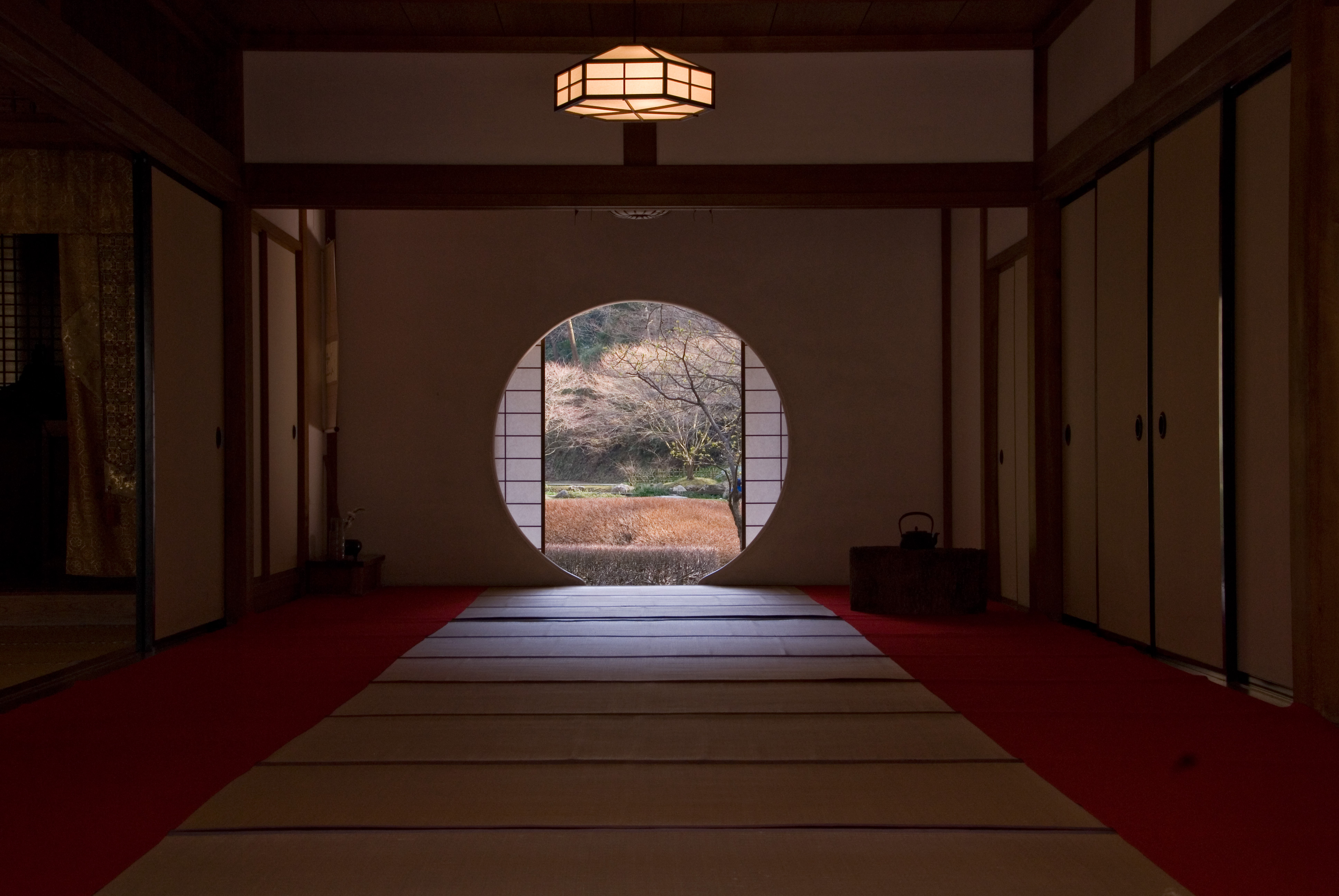
明月院的圆窗：3月
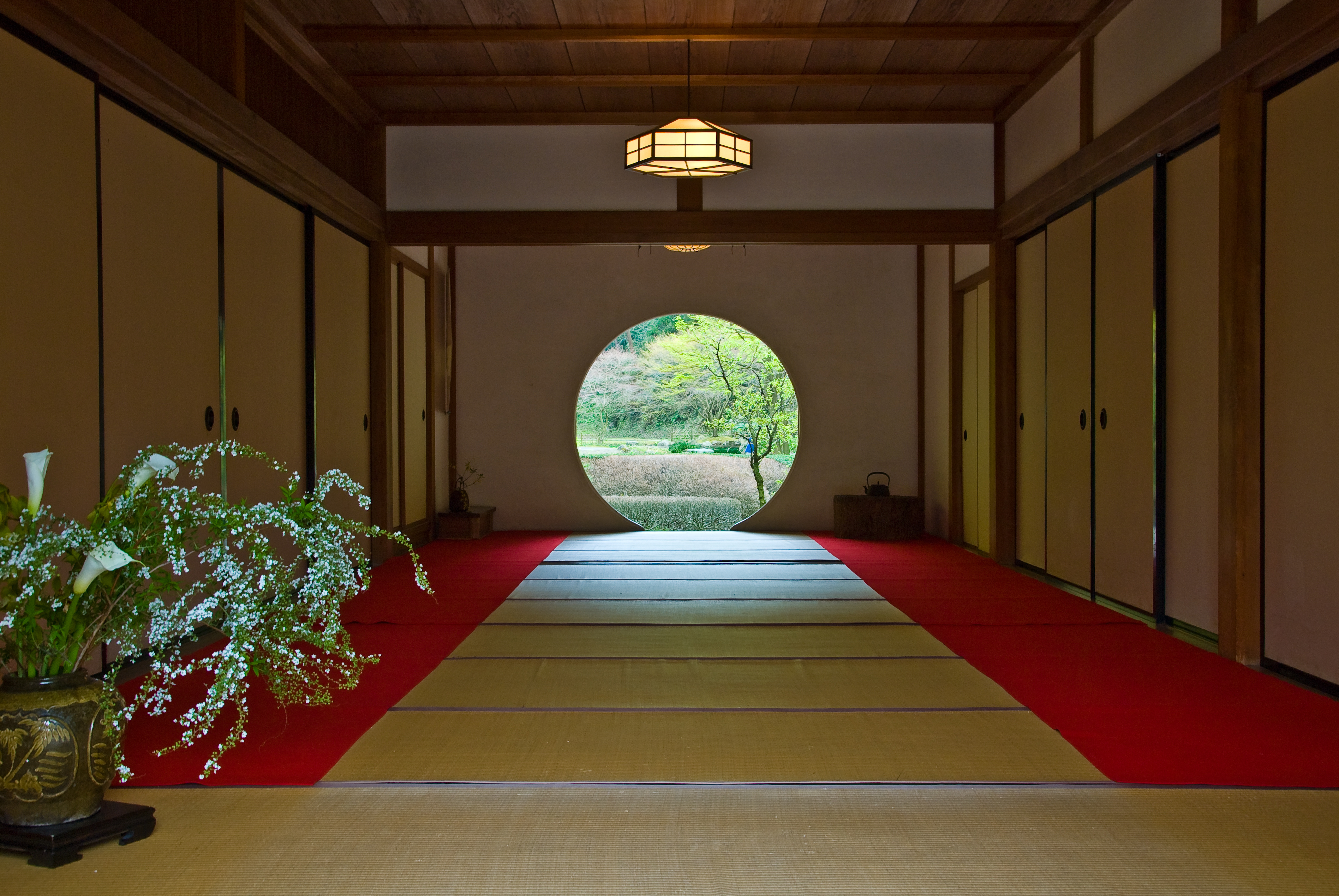
明月院的圆窗：5月
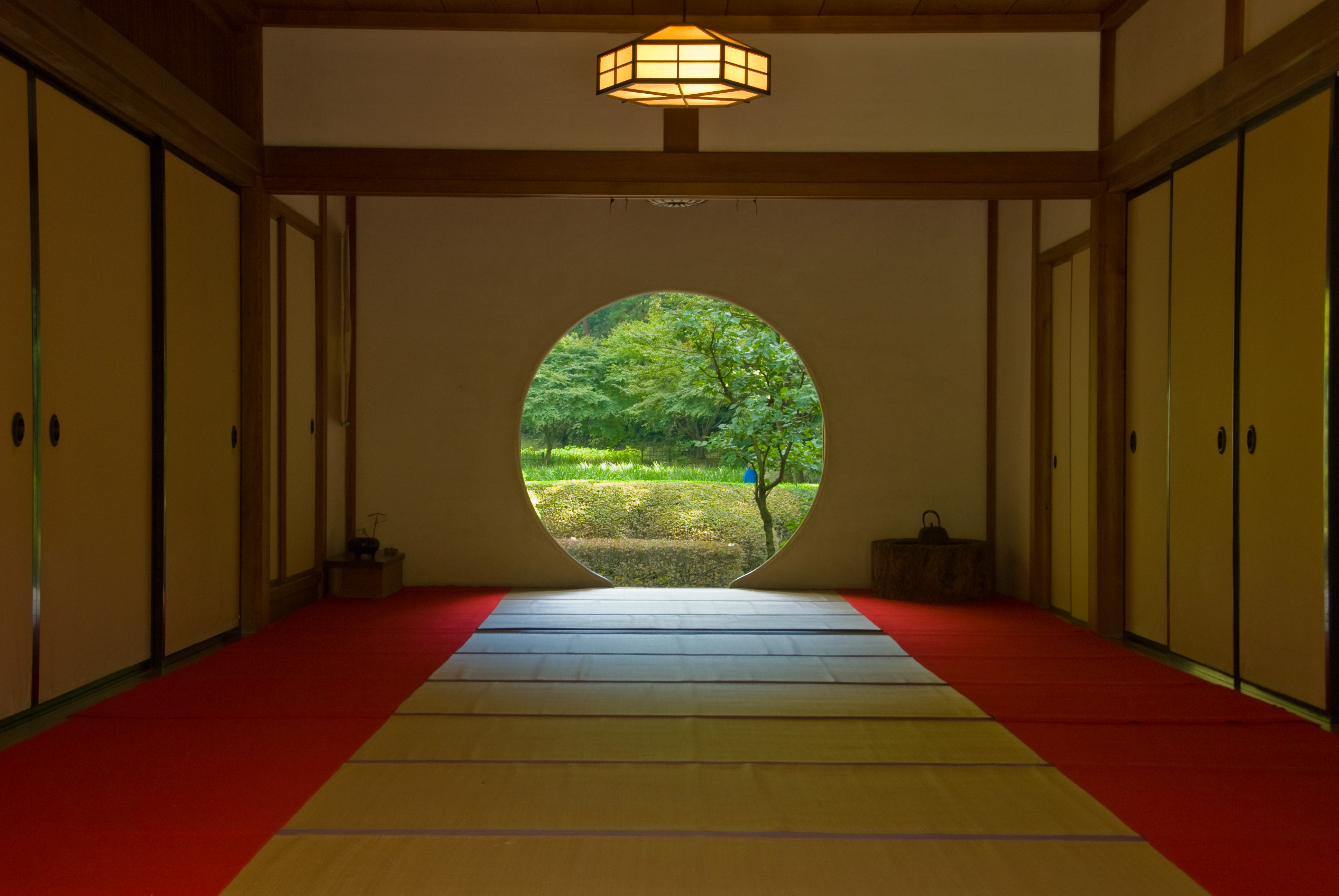
明月院的圆窗：9月

## 文化财

### 重要文化财
- 木制上杉重房（日语：上杉重房）坐像（重要文化财） - 造型上与建长寺的北条时赖像十分相似的肖像雕刻。现藏于镰仓国宝馆。
- 纸本着色玉隐和尚像
- 纸本淡彩明月院绘图

### 史迹
- 明月院境内

### 其他
- 北条时赖坐像 - 镰仓时代甚为少见的塑像（而非雕刻）

## 交通
- 从JR横须贺线北镰仓站下车，徒步10分钟
- 从镰仓站乘江之岛电铁巴士，至明月院站下车，徒步5分钟。

## 关联条目
- 日本寺院列表
- 关东史迹列表（日语：関東の史跡一覧）
- 北条时赖